# 18287 Вєркін
18287 Вєркін — астероїд у головному поясі астероїдів, відкритий 5 жовтня 1975 р.

## Опис
18287 Вєркін — астероїд у головному поясі астероїдів. Був виявлений 5 жовтня 1975 р. у Кримській астрофізичній обсерваторії Людмилою Черних. Має орбіту, що характеризується великою піввіссю 2,27 а.о., ексцентриситетом 0,05 і нахилом 8,8 ° щодо екліптики.
Міжнародний астрономічний союз назвав цей астероїд на честь відомого фізика, першого директора Фізико-технічного інституту низьких температур Вєркіна Бориса Ієремійовича за поданням директора Інституту астрономії ХНУ імені В. Н. Каразина члена-кореспондента НАН України Шкуратова Ю. Г. і завідувача відділу Фізики астероїдів і комет доктора фіз.-мат. наук Лупішко Д. Ф.

## Доповнення

### Пов'язані статті
- Список астероїдів (18201-18300)
- Пояс астероїдів